# Qpopper
Qpopper é um servidor para envio de correio MDA (Mail Delivery Agent) que utiliza o POP3 (Post Office Protocol version 3).
Foi originalmente lançado pela Universidade da Califórnia em Berkeley em 1989 com o nome popper. Posteriormente, seu nome foi trocado para Qpopper, e passou a ser mantido pela Qualcomm.
É de código aberto distribuído sob licença BSD, tem sido uma escolha comum para provedores de serviços de Internet, escolas, empresas e outras organizações. Já vem incluído em várias distribuições de Linux, Unix, Mac OS X, e até Windows utilizando cygwin.